# Lista consulilor și ducilor de Gaeta

## Dinastia greacă

### Consuli (Hypati)
- Constantin (839-866)
- Marin I (866)
- Docibilis I (867-906)
- Ioan I (867-933 or 934), de asemenea patrikios din 877

### Duci
- Docibilis al II-lea (914 sau 915-954), co-hypatus de la 906
- Ioan al II-lea (954-962 sau 963), co-duce de la 933 sau 934, consul
- Grigore (962 sau 963-978)
- Marin al II-lea (978-984)
- Ioan al III-lea (984-1008 sau 1009), co-duce de la 979
- Ioan al IV-lea (1008 sau 1009-1012), co-duce de la 991
- Leon I (1012), numit Uzurpatorul, a încercat să recupereze Gaeta de la principele Guaimar al IV-lea de Salerno în 1042
- Ioan al V-lea (1012-1032), de asemenea consul
  - Emilia, bunică, regent (1012-1027)
  - Leon al II-lea, unchi, tutore (1015-1024)

## Dinastia longobardă

### Duci
În 1041, Guaimar de Salerno a oferit controlul direct și titlul contelui de Aversa. În 1058, Gaeta a devenit supusă contelui de Aversa, până atunci principe de Capua.
- Pandulf I (1032-1038; totodată, principe de Capua)
- Pandulf al II-lea (1032-1038; ulterior, principe de Capua, 1050-1057), co-duce
- Guaimar (1038-1045; totodată, principe de Salerno)
  - Rainulf (1041-1045)
  - Asclettin (1045)
- Atenulf I (1045-1062), de asemenea conte de Aquino
- Atenulf al II-lea (1062-1064), de asemenea conte de Aquino
  - Maria, regent (1062-1065), fiica lui Pandulf I, soția lui Atenulf I și a lui Guillaume I și mama lui Atenulf al II-lea și a lui Lando

## Dinastia normandă

### Duci și consuli
Aceștia au fost vasali ai principilor de Capua. Principii Richard I și fiul său Iordan I au utilizat titlurile de duce și consul de la 1058, respectiv 1062.
- Guillaume I (1064)
- Lando (1064-1065), de asemenea conte de Traietto
- Dannibaldo (1066-1067)
- Geoffroi (1068-1086)
- Reginald (de la 1086)
- Gualganus (până la 1091)
- Landulf (1091-1103)
- Guillaume al II-lea (1103-1104 sau 1105)
- Richard al II-lea (1104 or 1105-1111)
- Andrei (1111-1112)
- Jonathan (1112-1121)
- Richard al III-lea (1121-1140)

În 1140, Gaeta a trecut sub stăpânirea directă a regilor Siciliei, începând cu Roger al II-lea.  Sub dinastiile Hauteville și Hohenstaufen, conducătorii au continuat să emită monede ca guvernatori de Gaeta până la 1229.